# Списък на селата в България
Тези пет списъка съдържат около 1000 села всеки. Което прави около 5000 села в България:
- Абланица – Голямо Асеново;
- Голямо Белово – Калайджии;
- Калейца – Неделкова гращица;
- Неделково – Скорците;
- Скравена – Яхиново.